# فرانك بيتس
فرانك بيتس (بالإنجليزية: Frank Bates)‏ هو لاعب كرة قاعدة أمريكي، (ولد في كليفلاند في الولايات المتحدة 1876  م).

## وصلات خارجية
- فرانك بيتس على موقعبيزبول رفرنس.كوم (الدوري الرئيسي) (الإنجليزية)
- فرانك بيتس على موقعبيزبول رفرنس.كوم (الدوري الثانوي) (الإنجليزية)